# Jáva-tengeri csata
A Jáva-tengeri csata a második világháború idején, 1942. február 27. – március 1. között a csendes-óceáni hadszínterén megvívott, három külön összecsapásból álló tengeri ütközetsorozat volt a Japán Birodalmi Haditengerészet (Dai-Nippon Teikoku Kaigun) egységei és egy amerikai–brit–holland–ausztrál hajóhad között. 1942. január 1-jén létrejött az ABDACOM (American, British, Dutch, Australian Command) parancsnokság a Japán elleni hadműveletek hatékony koordinálására, élére a brit Archibald Wavell marsall, Brit India addigi főparancsnoka (Commander-in-Chief, India) került. Az ABDACOM területi illetékessége a brit gyarmat Burmára, Brit Malájföldre, a brit domínium Ausztrália északnyugati részére, Holland Indiára, az amerikai fennhatóság alatt álló Fülöp-szigetekre, a japán ellenőrzés alatt álló Thaiföldre és Francia-Indokínára, valamit a környező tengerekre terjedt ki. Az ABDACOM keretében összevont flotta (ABDAFLOAT) parancsnokává a holland Karel Doorman ellentengernagyot nevezték ki. Doorman feladata elsősorban a Holland India (a mai Indonézia) szívét, Jávát fenyegető japán invázió megállítása volt.

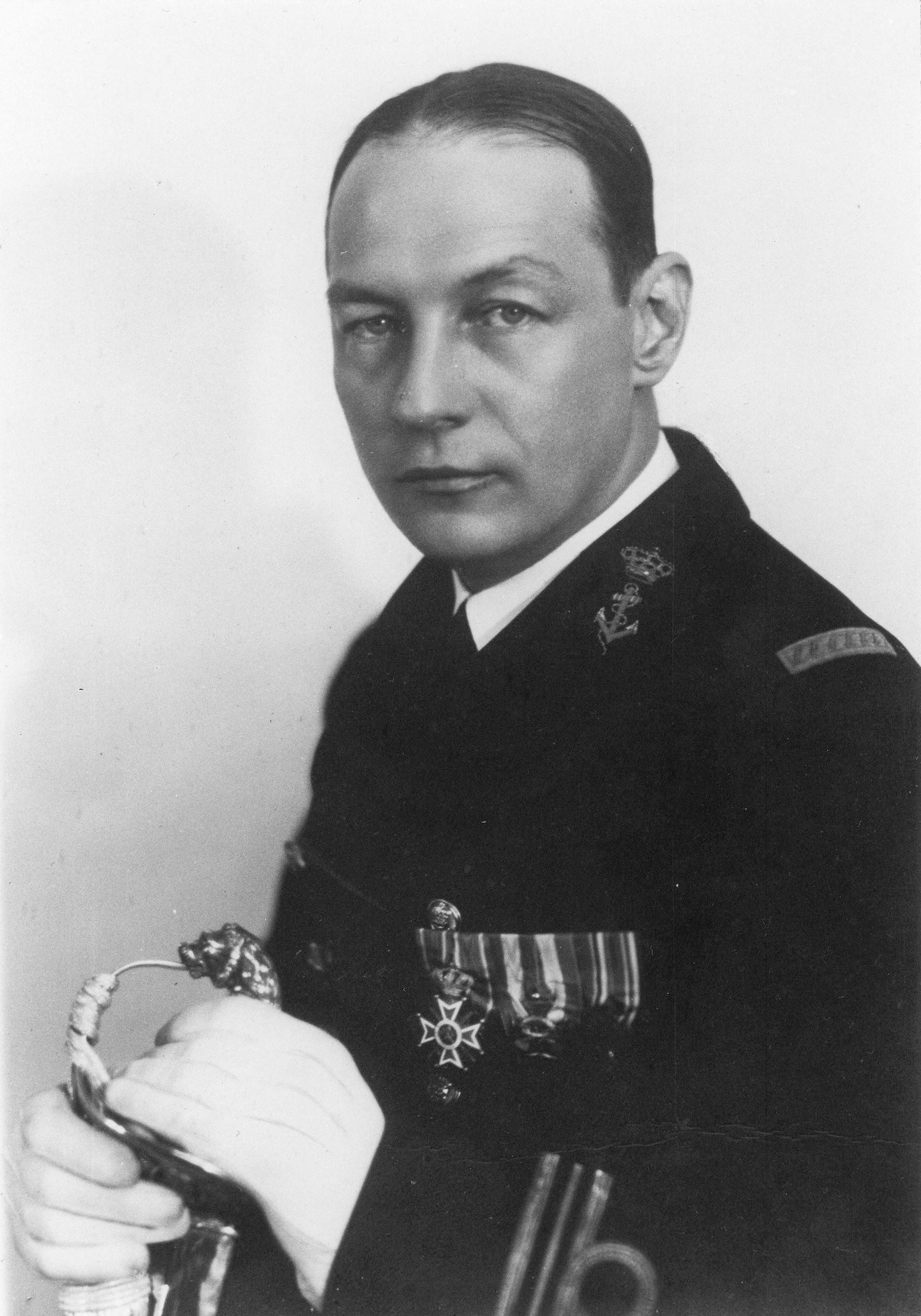
Karel Doorman (1889–1942) holland ellentengernagy, a szövetséges ABDACOM flotta parancsnoka.

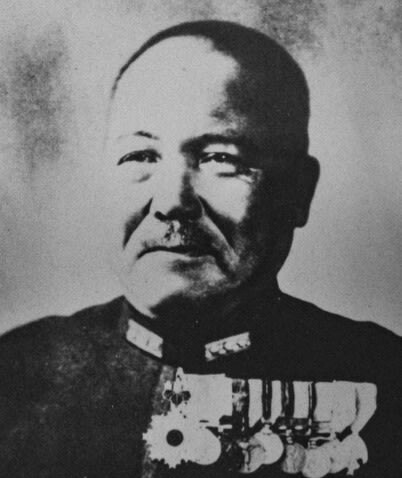
Takagi Takeo (1892-1944) ellentengernagyként a japán erők parancsnoka, később altengernagy, majd posztumusz tengernagy.

## 1942. február 27. - az első jáva-tengeri csata

### Erőviszonyok

#### Szövetségesek
A papíron impozáns szövetséges holland-brit-ausztrál-amerikai flotta a valóságban nem mutatott ennyire kedvező képet. Egységei közül csak az amerikai Northampton osztályú USS Houston nehézcirkáló, a brit York osztályú HMS Exeter nehézcirkáló, a brit építésű, Leander osztályú ausztrál HMAS Perth könnyűcirkáló és egyetlen romboló, a brit J osztályú HMS Jupiter számítottak korszerűnek. Tovább rontotta a helyzetet, hogy a legerősebb szövetséges hajó, a USS Houston 9 db 203 mm-es fő lövege közül csak 6 volt működőképes a csata idején. A két holland könnyűcirkáló, a Hr. Ms. De Ruyter és a Java osztályú Hr. Ms. Java, a két Admiralen osztályú holland romboló, a két E osztályú brit romboló és a négy Clemson osztályú amerikai romboló ekkor már elavult hadihajók voltak. Doorman Jáva-tengeren bevethető erőit apasztotta, hogy az 1942. február 4-én vívott Makassar-foki csatában az Omaha osztályú USS Marblehead amerikai könnyűcirkáló és a Hr. Ms. Tromp kis méretű holland könnyűcirkáló megrongálódott, majd a USS Boise nagy méretű könnyűcirkáló egy feltérképezetlen korallszirtre futva súlyosan megsérült, ezen hajók sürgős javításra szorultak, továbbá az 1942. február 19-én a Bandung-szorosi ütközetben a Hr. Ms. Piet Hein holland romboló elsüllyedt.

#### Japán
A japán haditengerészeti erők az első Jáva-tengeri csatában két modern nehézcirkálóból (Nachi, Haguro), két elavult könnyűcirkálóból (Naka, Jintsu), és 14 korszerű rombolóból álltak, ezek a 7. rombolóraj (Ushio, Sazanami, Yamakaze, Kawakaze), a 9. rombolóraj (Asagumo, Minegumo, Murasame, Harusame, Samidare, Yudachi) és a 16. rombolóraj (Yukikaze, Tokitsukaze, Amatsukaze, Hatsukaze) kötelékébe tartoztak. Összességében a japánok jelentős erőfölényt élveztek a szövetségesekkel szemben. Különösen a japán torpedófegyverzet volt félelmetes, a 610 mm-es Type 93 torpedók (az angolszász szakirodalomban: long lance - hosszú lándzsa) 2700 kg tömeg mellett 490 kg-os robbanófejet hordoztak, 11 km-en belül 78 km/h sebességre voltak képesek. Már egyetlen találatuk végzetes sérüléseket okozhatott a nehézcirkálókban, könnyűcirkálókban és a rombolókban egyaránt.

#### Fegyverzet
Az alábbi táblázat az első Jáva-tengeri csatában 1942. február 27-én részt vevő japán és szövetséges hadihajók ágyú- és torpedófegyverzetének mennyiségi adatait tartalmazza.
|                        | Japán  |                        | Szövetségesek           |
| ---------------------- | ------ | ---------------------- | ----------------------- |
| 203 mm ágyú            | 20 db  | 203 mm ágyú            | 15 db (12 db harcképes) |
| 152 mm ágyú            | -      | 152 mm ágyú            | 8 db                    |
| 150 mm ágyú            | -      | 150 mm ágyú            | 17 db                   |
| 140 mm ágyú            | 14 db  | 140 mm ágyú            | -                       |
| 127 mm ágyú            | 77 db  | 127 mm ágyú            | 8 db                    |
| 120 mm ágyú            | -      | 120 mm ágyú            | 22 db                   |
| 102 mm ágyú            | -      | 102 mm ágyú            | 32 db                   |
| 610 mm torpedó vetőcső | 130 db | 610 mm torpedó vetőcső | -                       |
| 533 mm torpedó vetőcső | -      | 533 mm torpedó vetőcső | 106 db                  |

### Az ütközet
Február 27-én éjjel a japán Keleti Erő haditengerészeti köteléke Takeo Takagi vezetésével éppen Jáva felé hajózott, amikor megtámadta őket egy amerikai, brit, holland és ausztrál kötelék. A köteléket vezető holland Karel Doorman nem volt tapasztalt tengerész, a harci repülőgépeket a parton hagyta, mert azt hitte nem lesz rájuk szükség. A japánok könnyen visszaverték a támadást, és súlyos károkat okoztak Doorman flottájában (két cirkáló és három torpedóromboló elsüllyedt, valamint egy cirkáló, a HMS Exeter megsérült). Doorman maga is életét vesztette. A japánok csak egy torpedórombolót vesztettek.

## 1942. február 28. – március. 1. – a szunda-szorosi csata
Az első Jáva-tengeri csatában elszenvedett vereség után 1942. február 28-án a USS Houston nehézcirkáló és az HMAS Perth könnyűcirkáló visszatért Holland-India fővárosa, Batávia kikötőjébe, Tanjung Priokba. Még aznap este 19:00 órakor kifutottak, a jávai Tjilatjap úticéllal. Egy órával később követte őket a holland Hr. Ms. Evertsen romboló. A kötelék parancsnoka, mint rangidős tiszt, az HMAS Perth kapitánya, Hector Macdonald Laws Waller (1900–1942) lett.
Legfeljebb a Royal Australian Navy járőröző korvettjeivel való találkozásra számítottak útjukon, azonban este belefutottak a Nyugat-Jáva invázióját végrehajtó japán 16. hadsereget szállító, 58 teherhajóból álló hatalmas konvojba. A japán köteléket Kenzaburo Hara ellentengernagy 5. rombolóraja, a Natori könnyűcirkáló, mint zászlóshajó és nyolc romboló (Harukaze, Hatakaze, Asakaze, Fubuki, Hatsuyuki, Shirayuki, Shirakumo, Murakumo), valamint a Takeo Kurita ellentengernagy négy nehézcirkálóból (Mogami, Mikuma, Kumano, Suzuya) álló 7. cirkálóraja, a 8000 tonnás, Ryujo kis méretű könnyű repülőgép-hordozó, a 11 200 tonnás Chiyoda hidroplán-anyahajó és további három romboló (Isonami, Shikinami, Uranami) fedezte.

### Erőviszonyok

#### Szövetségesek
A szövetségesek a Szunda-szorosi csatában 1 nehézcirkálóból (USS Houston), 1 könnyűcirkálóból (HMAS Perth) és 1 rombolóból (Hr. Ms. Evertsen) álló kötelékkel vettek részt.

#### Japán
Az elsöprő fölényben lévő japán erőket a Szunda-szorosi csatában 4 nehézcirkáló, 1 könnyűcirkáló, 11 romboló, 1 könnyű repülőgép-hordozó és 1 hidroplán-anyahajó alkotta. Ténylegesen japán részről azonban csak két nehézcirkáló, a Mogami és a Mikuma, a Natori könnyűcirkáló és 9 romboló harcolt.

### Az ütközet
23:06 órakor a szövetségesek észleltek egy magányos, azonosítatlan hajót, amit először egy járőröző ausztrál korvettnek véltek. Az egység valójában a japán Fubuki romboló volt, mely először rádiójelekkel és lámpajelzésekkel megpróbálta megtéveszteni az ellenséget, mielőtt 2700 méter távolságból 9 torpedót lőtt volna ki a szövetséges hajókra. A Fubuki álcázó füstöt fejlesztett, majd visszavonult. Waller kapitány, miután szembesült a helyzettel, hogy egy nagy japán kötelékkel találkozott, támadási parancsot adott. A szövetségesek előbb a japán teherhajókat támadták, majd szembekerültek a Mogami és a Mikuma nehézcirkálókkal, valamint a Natori könnyűcirkálóval és 9 rombolóval. Éjfélkor az HMAS Perth megpróbált áttörni a japán rombolók között, de közben négy torpedótalálatot kapott, majd intenzív ágyútűznek lett kitéve, ennek következtében 357 fő veszteséggel 00:25 órakor elsüllyedt. Röviddel éjfél után az USS Houston nehézcirkáló is torpedótalálatot szenvedett, lövegei három japán rombolót és egy aknamentesítő hajót rongáltak meg. A USS Houston rövid időn belül három újabb torpedótalálatot kapott, kapitánya Albert H. Rooks elesett. A süllyedő nehézcirkálót a japán rombolók végül közvetlen közelről géppuskákkal lőtték. Az egyenlőtlen küzdelemben, mely során a japánok összesen 78 torpedót indítottak, az elszenvedett ágyú és torpedótalálatok következtében mindhárom szövetséges hajó odaveszett, a USS Houston 1061 fős legénységéből 693 hősi halált halt. A japán torpedók baráti tűzzel elsüllyesztettek továbbá két japán teherhajót és egy aknamentesítő egységet, valamint a 16. hadsereg parancsnokát, Hitoshi Imamura (1886-1968) tábornokot szállító Shinshu Maru-t. Imamura tábornok kénytelen volt úszva menekülni.

## 1942. március 1-2. - a második Jáva-tengeri csata

### Erőviszonyok
A második Jáva-tengeri csata két szakaszban zajlott, az elsőben az HMS Exeter és két rombolója ütközött meg 4 japán nehézcirkálóval és 2 rombolóval. A japánoknak 1 könnyűhordozó és két hidroplán anyahajó támogatást nyújtott, sikeres légi csapást mérve a USS Pope rombolóra. A második szakaszban a USS Pillisbury romboló és az általa kísért USS Ashville ágyúnaszád veszett oda 2 nehézcirkáló, a Takao és az Atago által.

#### Szövetségesek
A második Jáva-tengeri ütközetben a szövetségesek részéről 1 nehézcirkáló, az HMS Exeter, és 2 romboló, a brit HMS Enconter és az amerikai USS Pope vettek részt.

#### Japán
A második Jáva-tengeri csatában japán részről 6 nehézcirkáló (Myoko, Ashigara, Nachi, Haguro, Takao, Atago) és 4 romboló (Ymakaze, Kawakaze, Akebono, Inazuma) harcolt.

### Az ütközet
Az első Jáva-tengeri összecsapásban megsérült HMS Exeter brit nehézcirkáló az HMS Encounter és a USS Pope rombolók kíséretében egy gyors surabayai javítást követően a tervek szerint a Szunda-szoroson keresztül ceyloni Trincomalee brit hadikikötője felé vette volna az irányt. 08:50-kor azonban belefutottak Takagi Takeo ellentengernagy 5. cirkálórajába, a Nachi és a Haguro nehézcirkálókba, a Yamakaze és a Kawakaze rombolókba. 11:50-kor a beérkezett Ibo Takahasi ellentengernagy köteléke, a Myoko és Ashigara nehézcirkálók, az Akebono és az Inazuma rombolók és felvették a harcérintkezést az HMS Exeter-rel és rombolóival. 12:10-kor az HMS Encounter elsüllyedt. 12:45-kor a Nachi és a Haguro is tüzet nyitott. 12:50-kor az HMS Exeter több gránáttalálat után kigyulladt. Az Akebono és az Inazuma rombolók 18 torpedót lőttek ki a súlyosan sérült nehézcirkálóra, ezek közül összesen kettő talált, aminek következtében a brit hajó elsüllyedt. 15:40-kor a menekülő USS Pope romboló a Ryujo könnyő-repülőgép hordozó, a Chitose és a Mizuho anyahajók repülőgépei és hidroplánjai által ledobott bombák és az Ashigara, valamint a Myoko ágyútüzének áldozatává vált. Március 2-án a USS Pillisbury (DD-227) romboló és az általa kísért USS Asheville (PG-21) ágyúnaszád Takao és Atago japán nehézcirkálók általi elsüllyesztése tette teljessé a szövetséges vereséget.

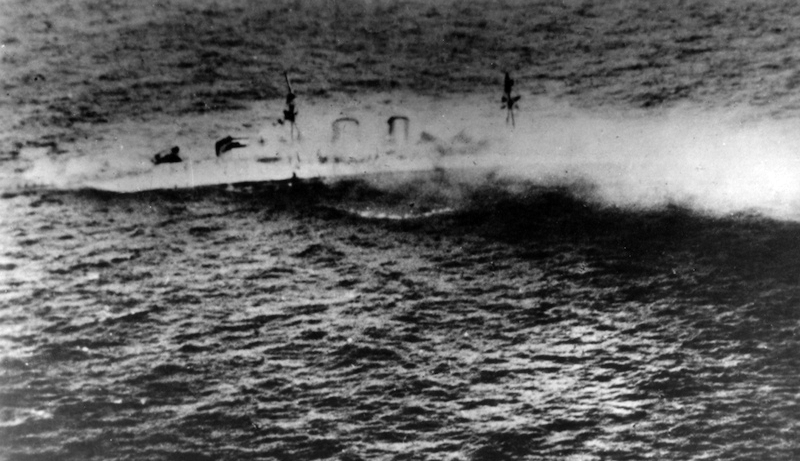
A süllyedő HMS Exeter brit nehézcirkáló 1942. március 1-jén.

## A szövetséges hadihajók

### Holland hadihajók

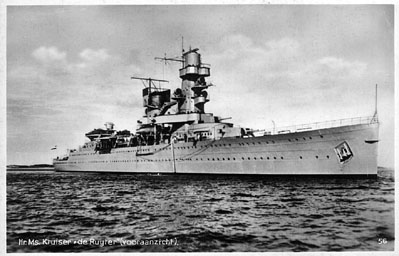
A 6442 tonnás Hr. Ms. De Ruyter holland könnyűcirkáló.
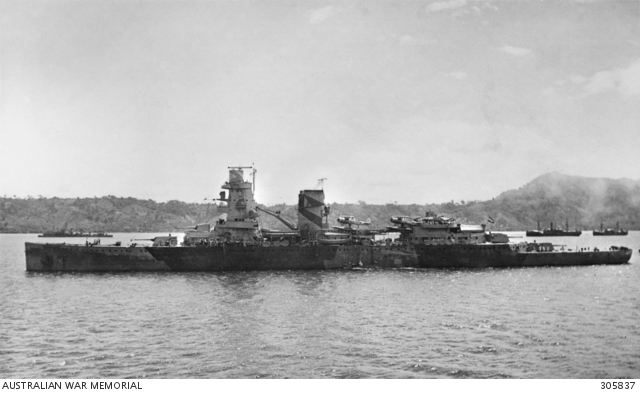
A Hr. Ms. De Ruyter holland könnyűcirkáló, röviddel a Jáva-tengeri csata előtt.
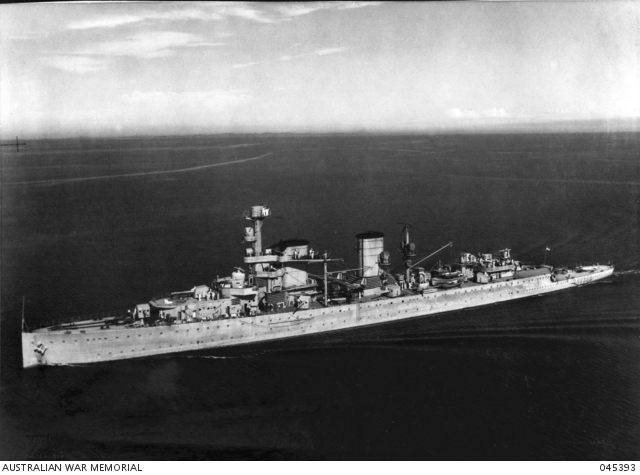
A 6670 tonnás Hr. Ms. Java holland könnyűcirkáló.
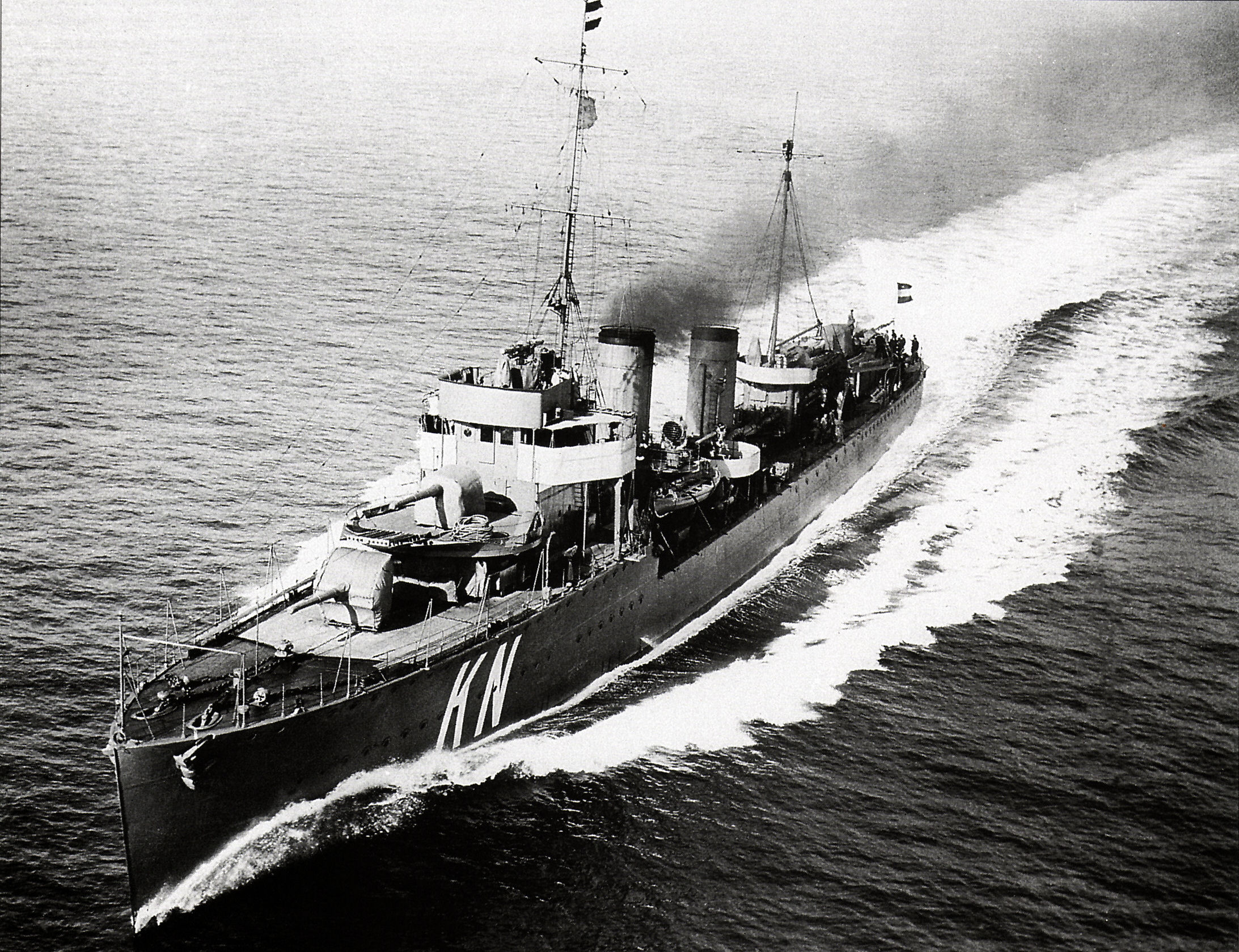
Az 1316 tonnás, Admiralen osztályú Hr. Ms. Kortenaer holland romboló.
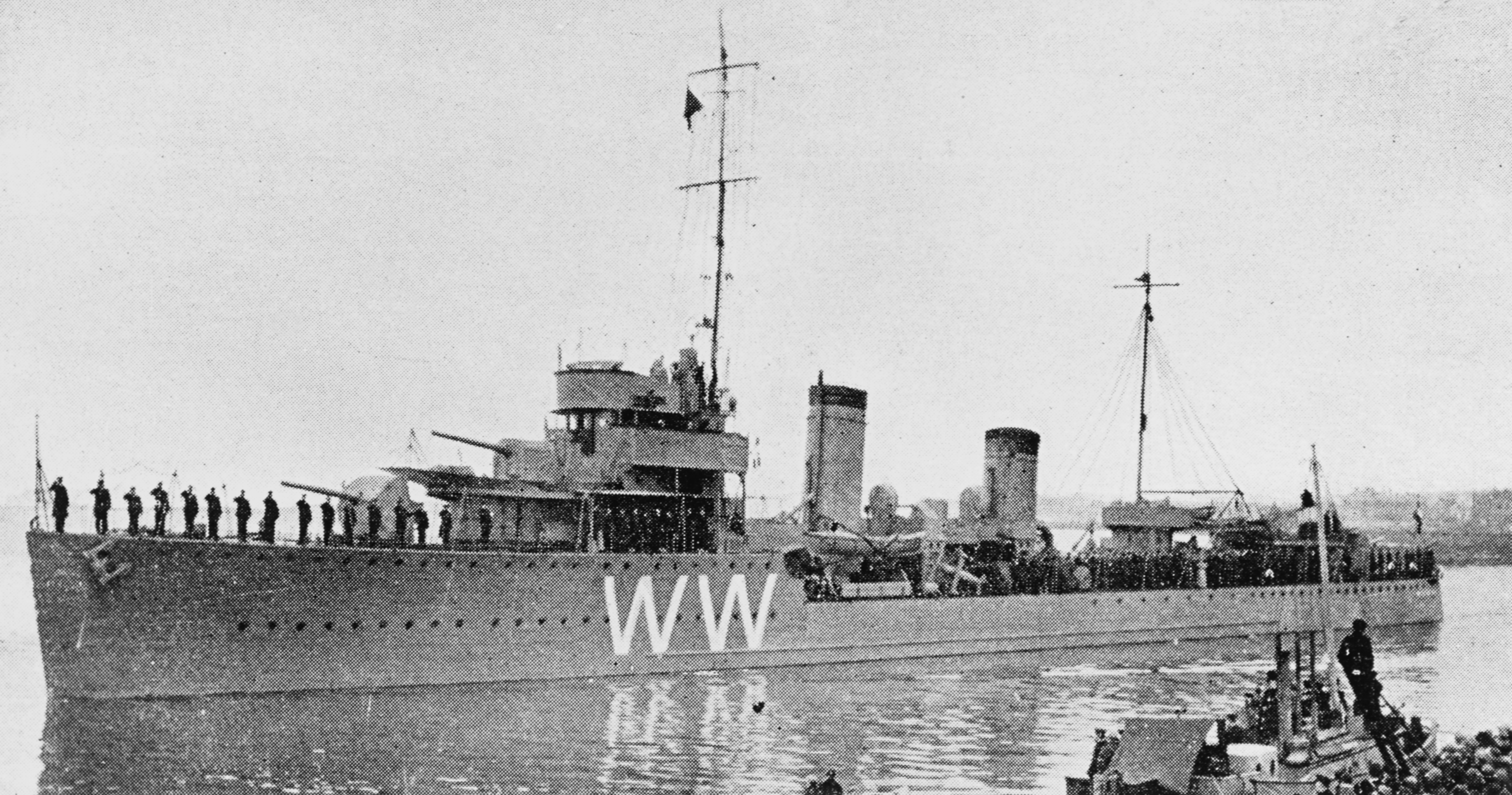
Az Admiralen osztályú Hr. Ms. Witte de With holland romboló.
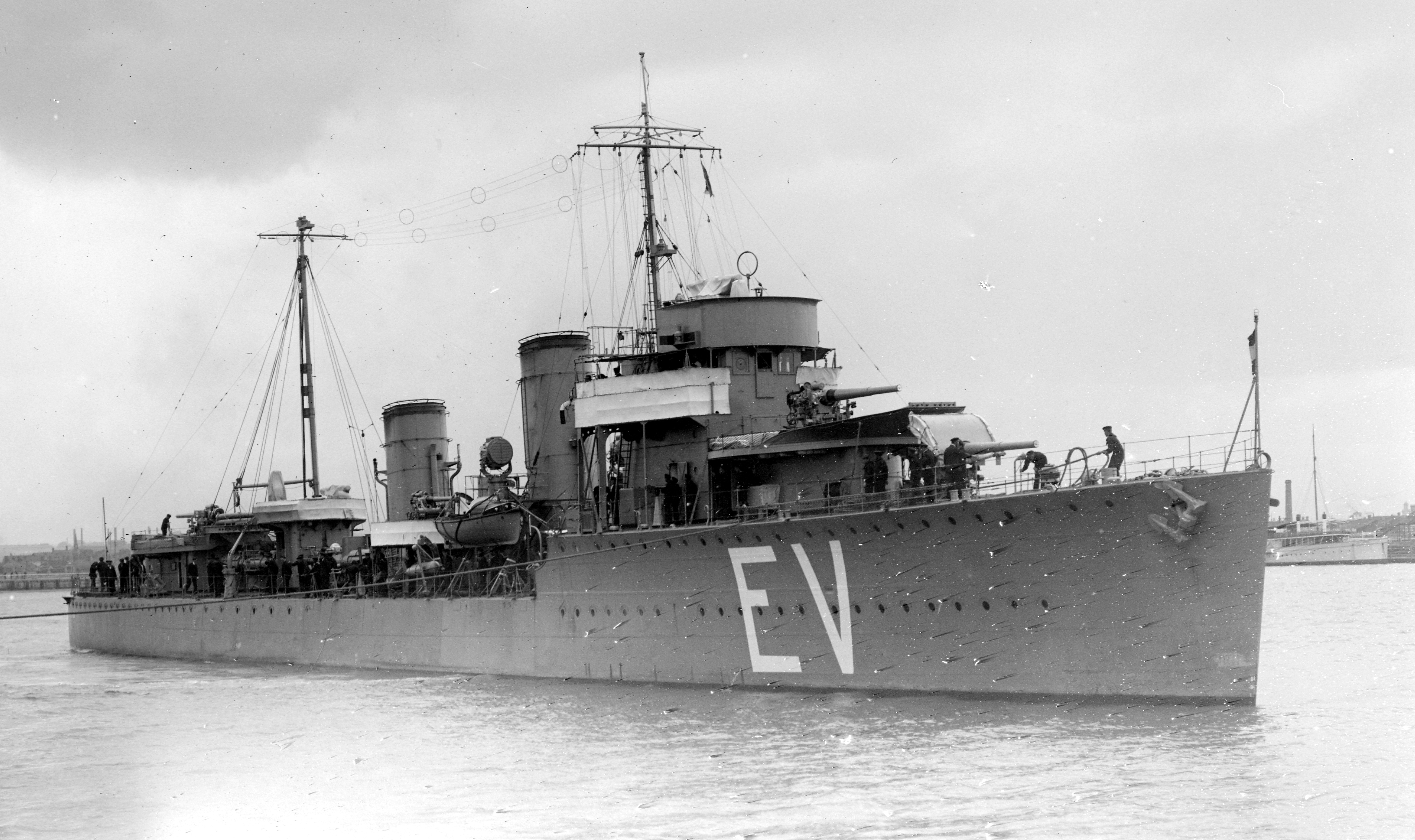
Az Admiralen osztályú Hr. Ms. Evertsen holland romboló, a Szunda-szorosi csatában süllyedt el.

### Brit és ausztrál hadihajók

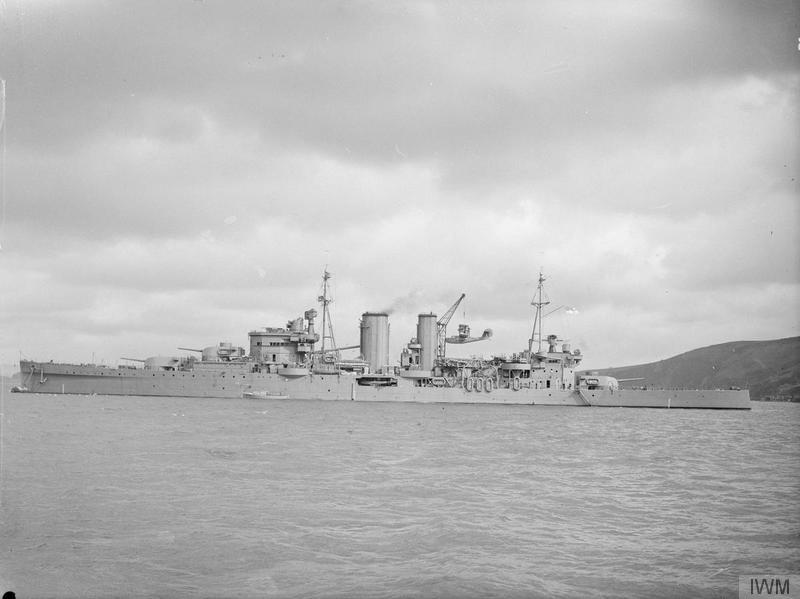
A 8520 tonnás brit HMS Exeter nehézcirkáló 1941-ben
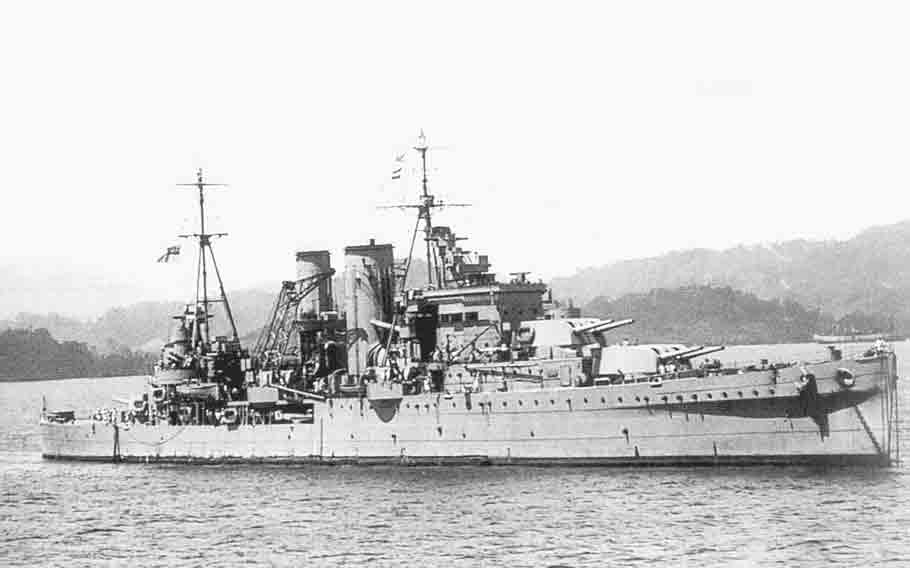
Az HMS Exeter brit nehézcirkáló Szumátra partjainál, 1942-ben.
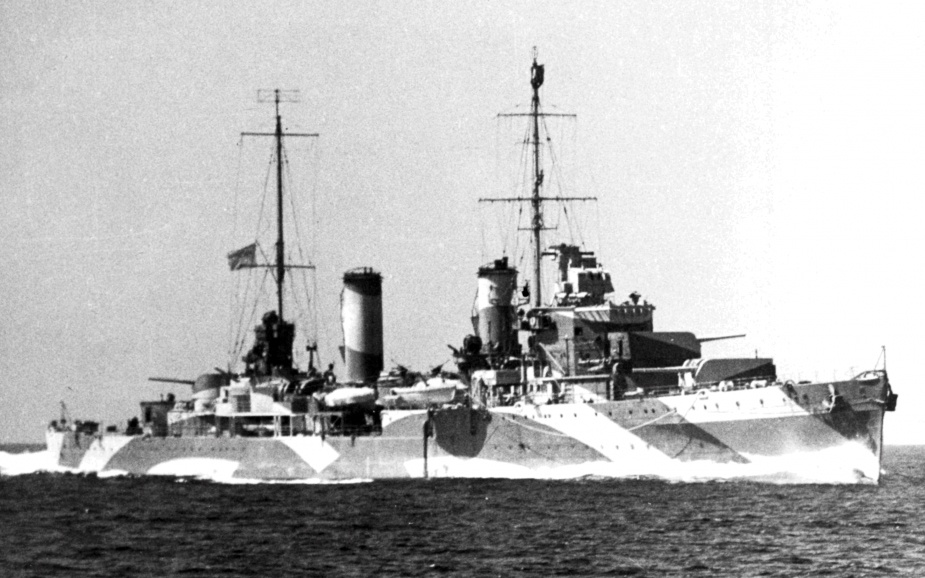
A 6830 tonnás Leander osztályú HMAS Perth ausztrál könnyűcirkáló 1942-ben.
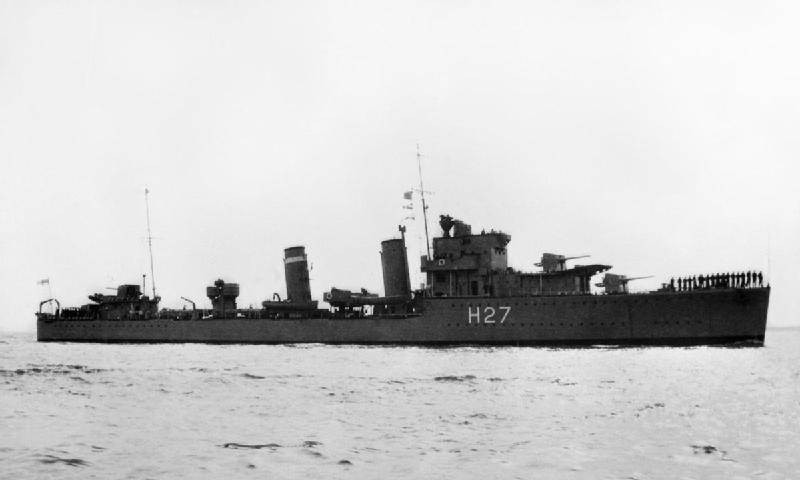
Az 1405 tonnás E osztályú brit HMS Electra romboló.
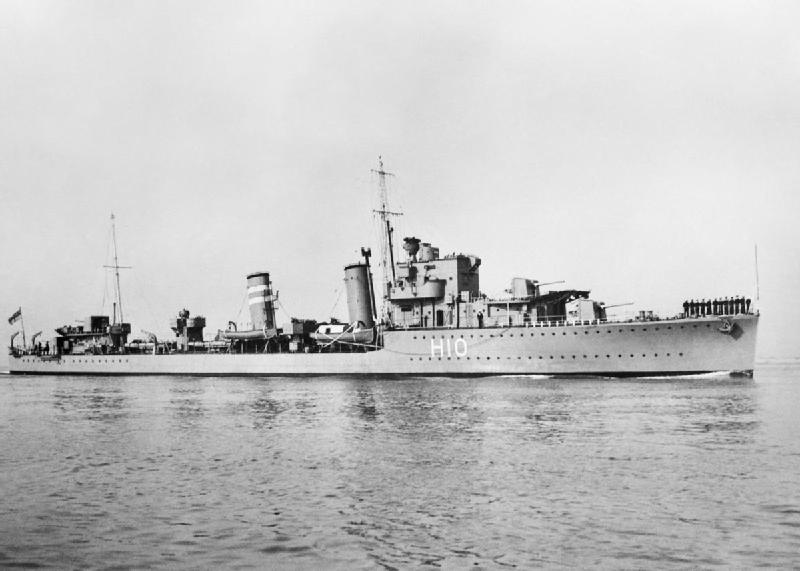
Az E osztályú HMS Encounter brit romboló.
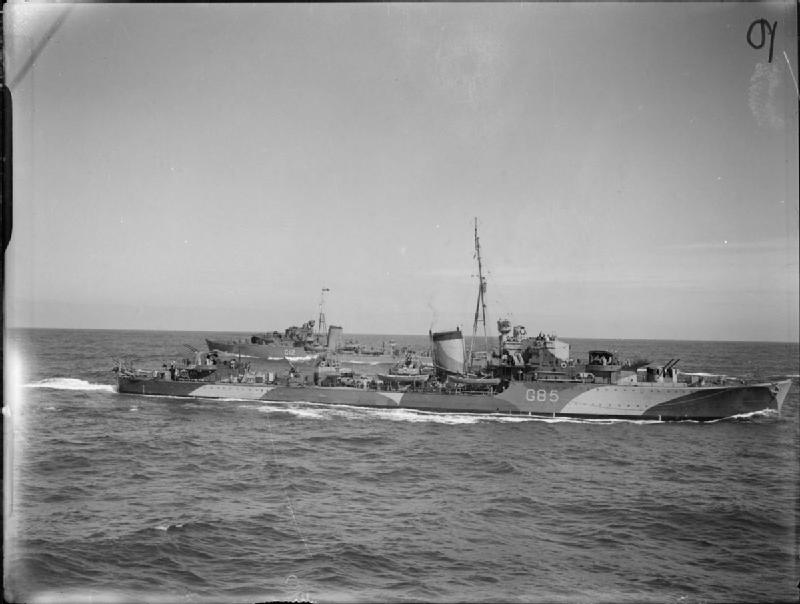
Az 1690 tonnás J osztályú brit HMS Jupiter romboló 1940-ben.

### Amerikai hadihajók

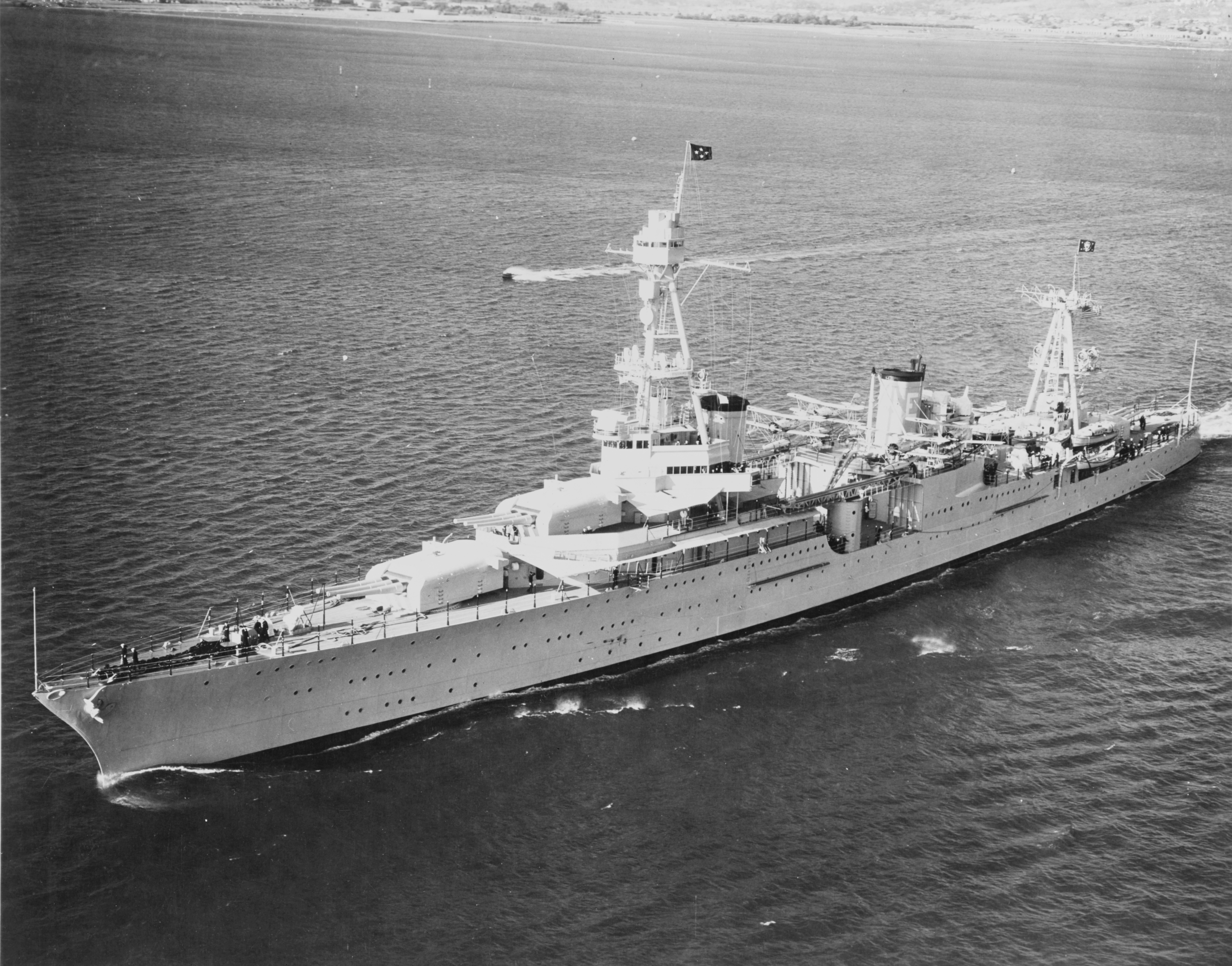
A 9050 tonnás amerikai Northampton osztályú USS Houston (CA-30) nehézcirkáló 1935-ben.
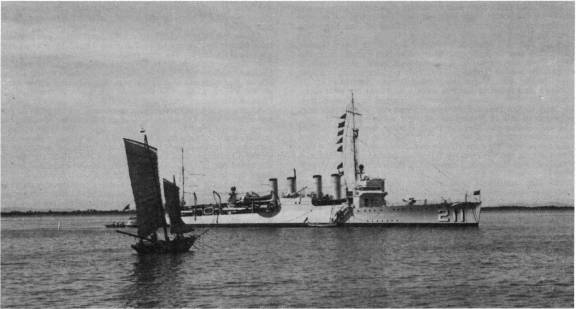
Az 1215 tonnás, Clemson osztályú USS Alden (DD-211) amerikai romboló.
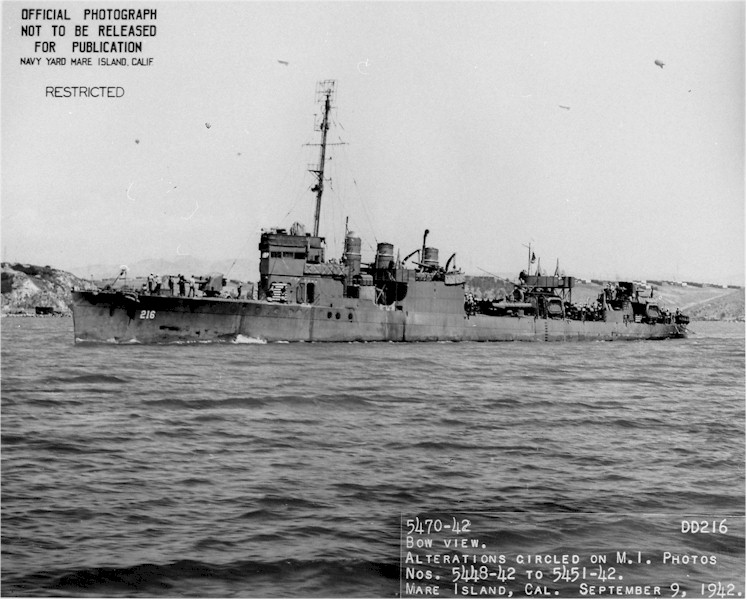
A Clemson osztályú USS John D. Edwards (DD-216) amerikai romboló.
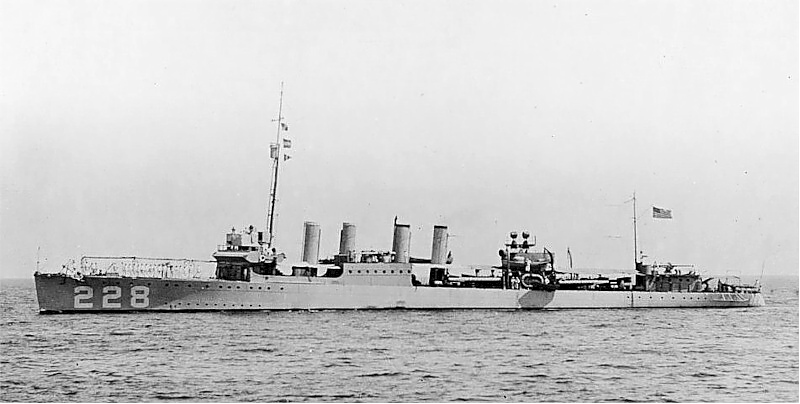
A Clemson osztályú USS John D. Ford (DD-228) amerikai romboló.
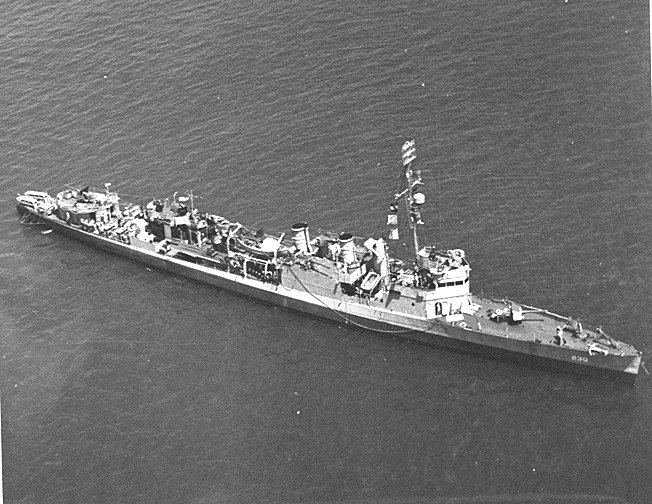
A Clemson osztályú USS Paul Jones (DD-230) amerikai romboló.
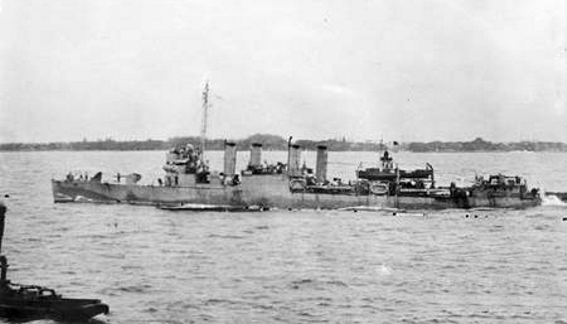
A Clemson osztályú USS Pope (DD-225) amerikai romboló 1942-ben.
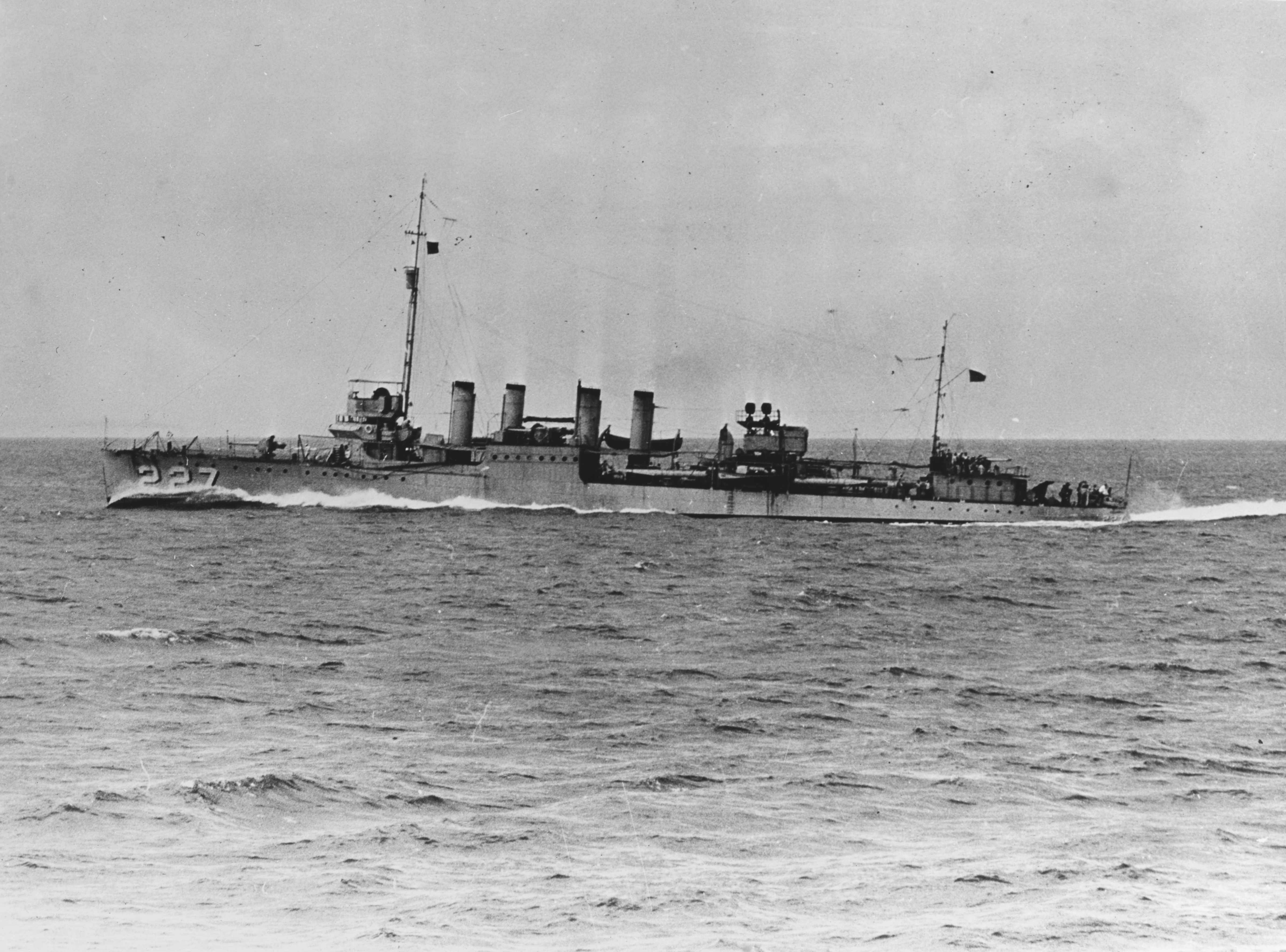
A Clemson osztályú USS Pillisbury (DD-227) amerikai romboló.

## A japán hadihajók

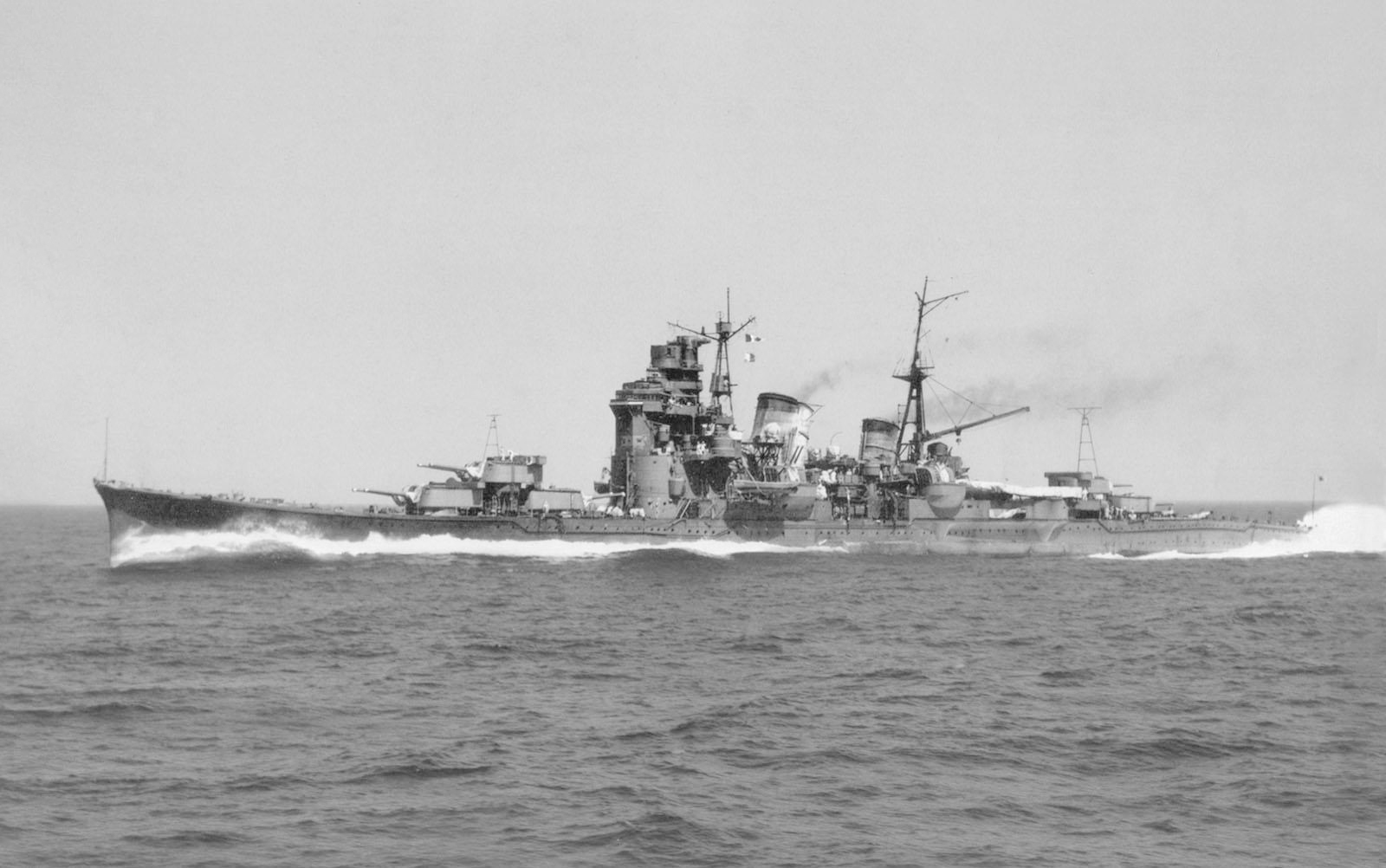
A 11 630 tonnás Myoko osztályú japán Myoko nehézcirkáló. Két testvérhajója, a Nachi és a Haguro alkotta a japánok fő erejét az első jáva-tengeri csatában. A második jáva-tengeri csatában már a másik kettő, a Myoko és az Ashigara is részt vett.
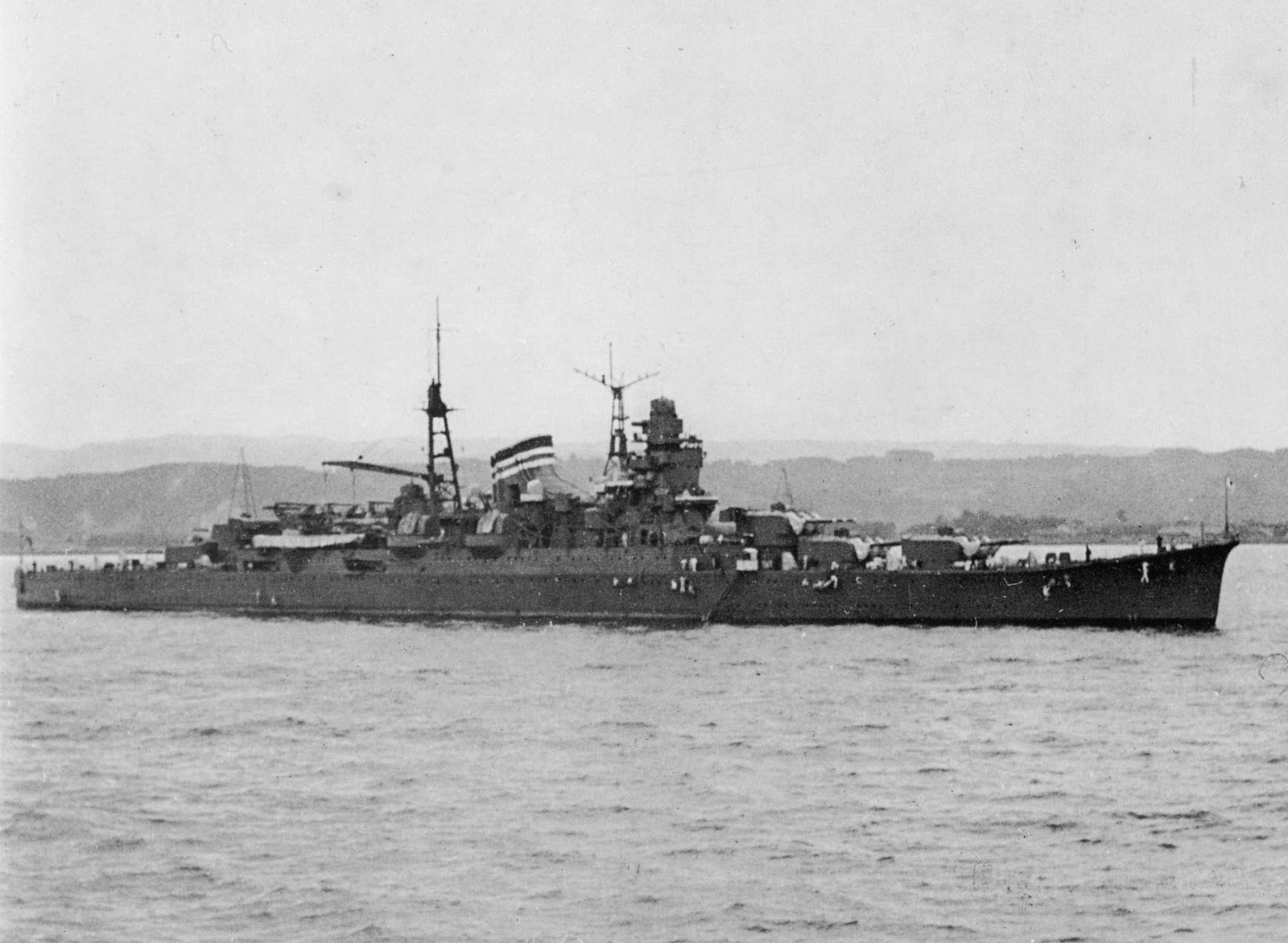
A 11 200 tonnás Mogami osztályú Mikuma japán nehézcirkáló, ő és testvérhajói a Mogami, a Suzuya és a Kumano, mint 7. cirkálóraj adták a japánok fő erejét a szunda-szorosi csatában.
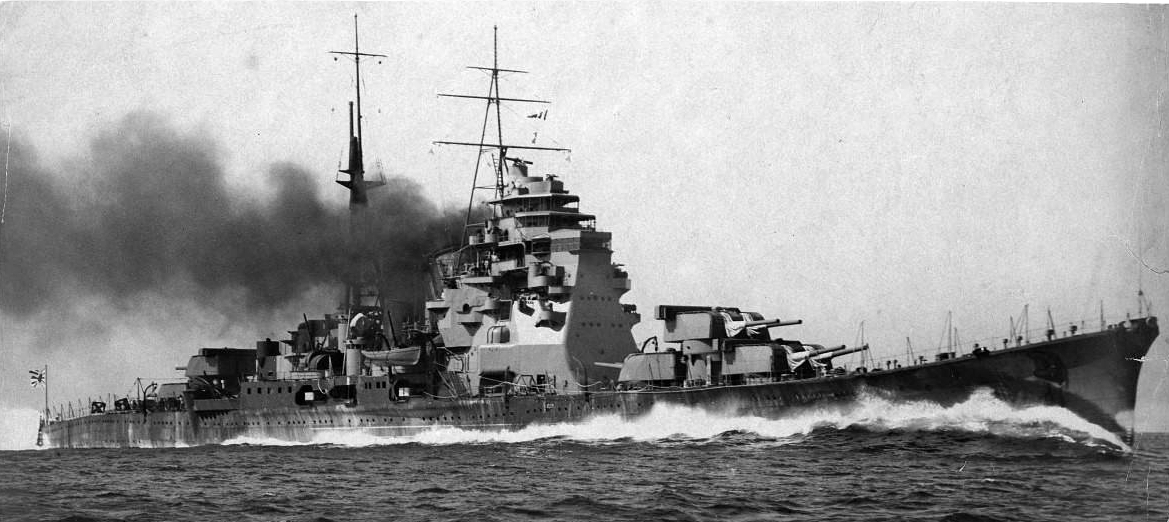
A 11 350 tonnás Takao japán nehézcirkáló testvérhajójával az Atago-val harcolt 1942. március 2-án.
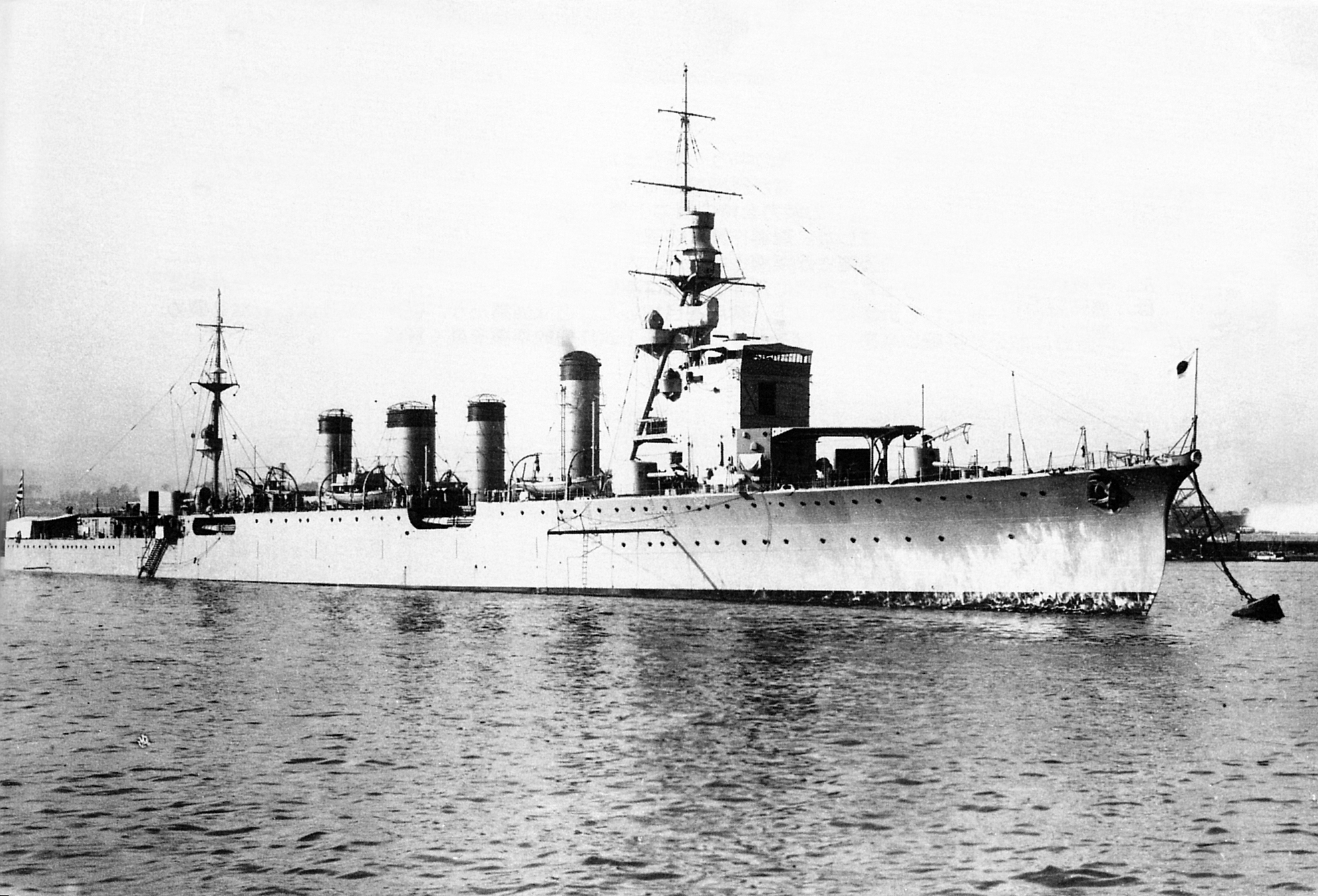
Az 5195 tonnás Sendai osztályú Naka japán könnyűcirkáló. Testvérhajója, a Jintsu is részt vett az ütközetben.
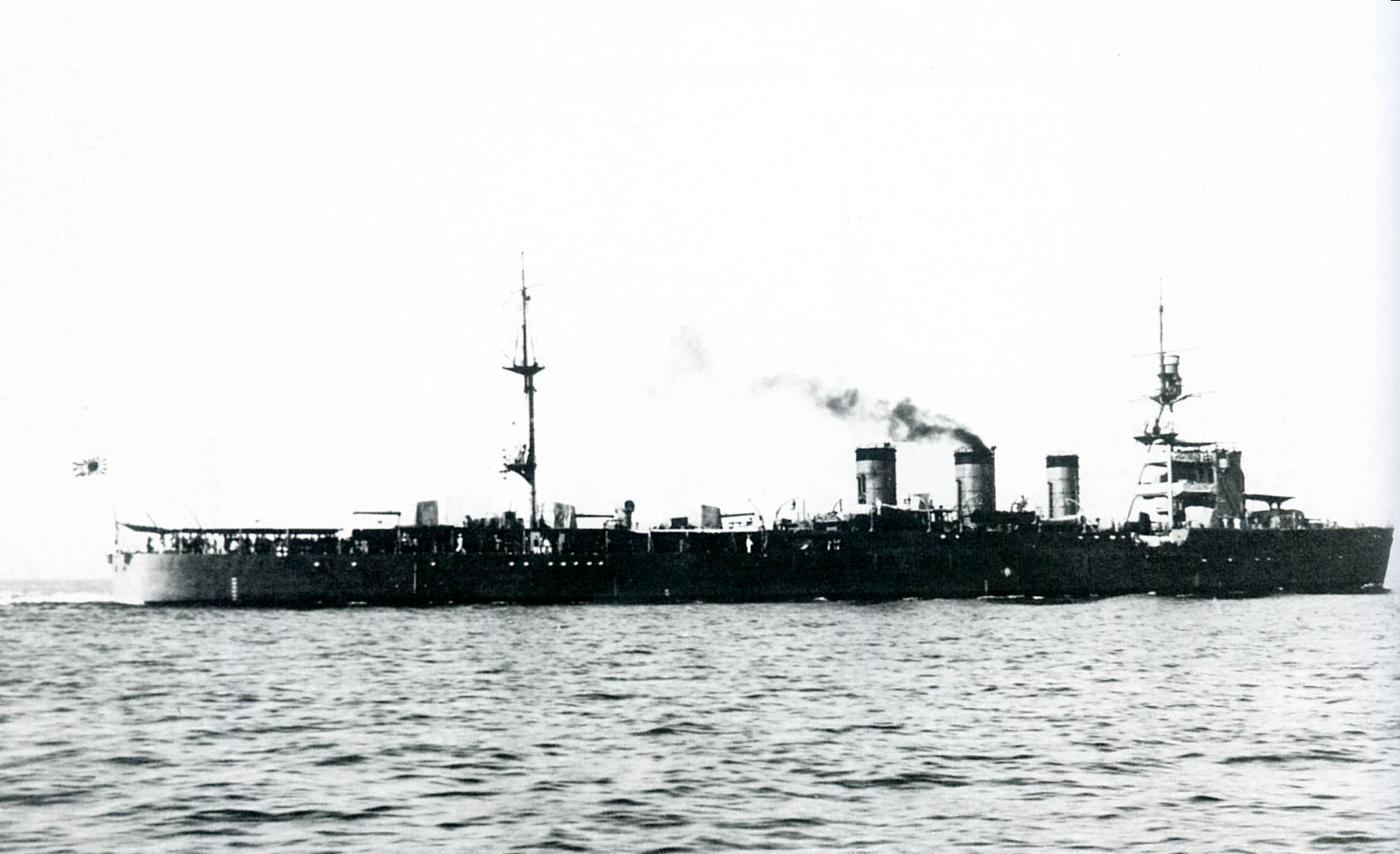
Az 5570 tonnás Nagara osztályú Natori japán könnyűcirkáló 1922-ben.
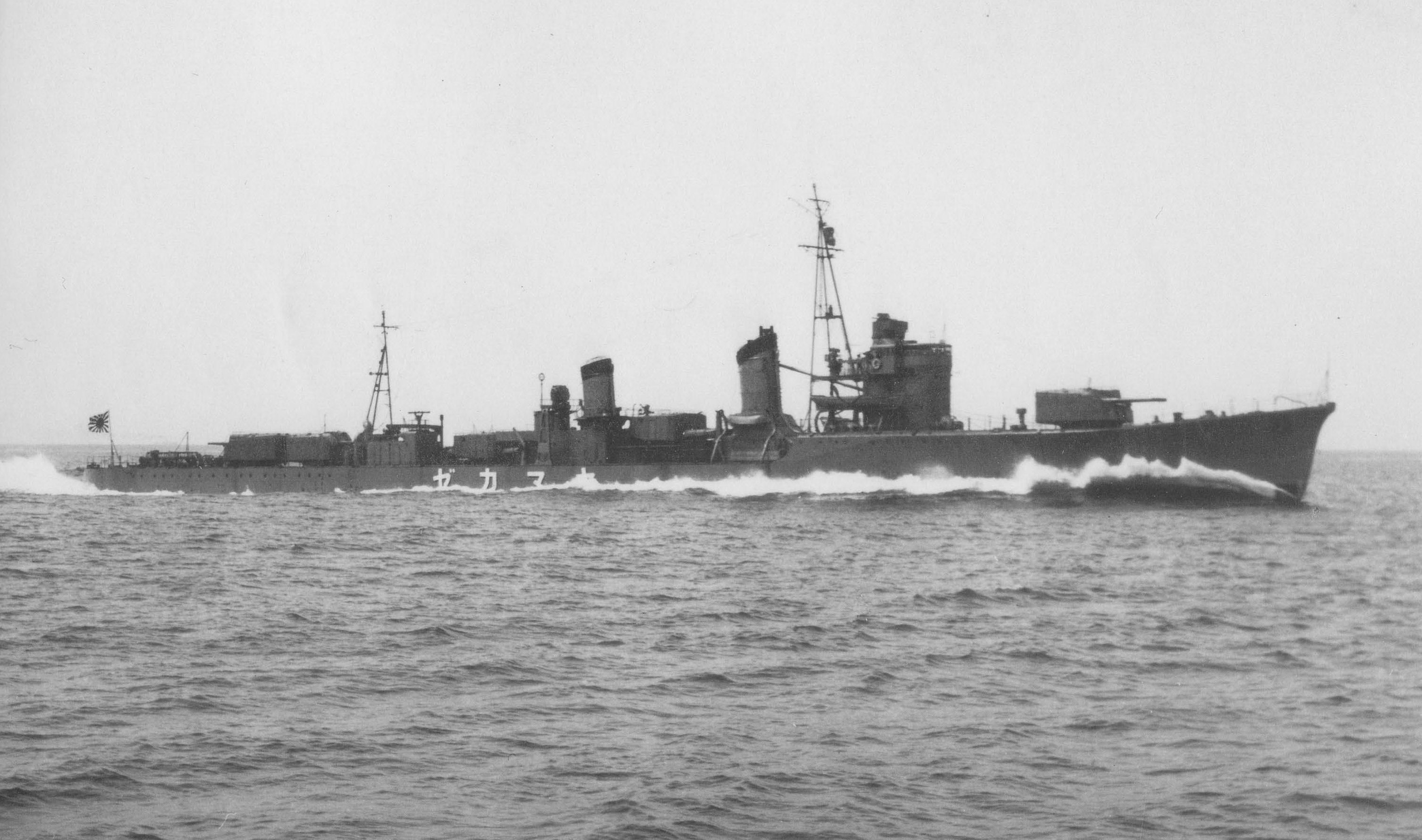
Az 1685 tonnás Shiratsuyu osztályú Yamakaze romboló, testvérhajói közül a Yudachi, a Samidare, a Murasame, a Harusame és a Kawakaze harcolt a Jáva-tengeren.
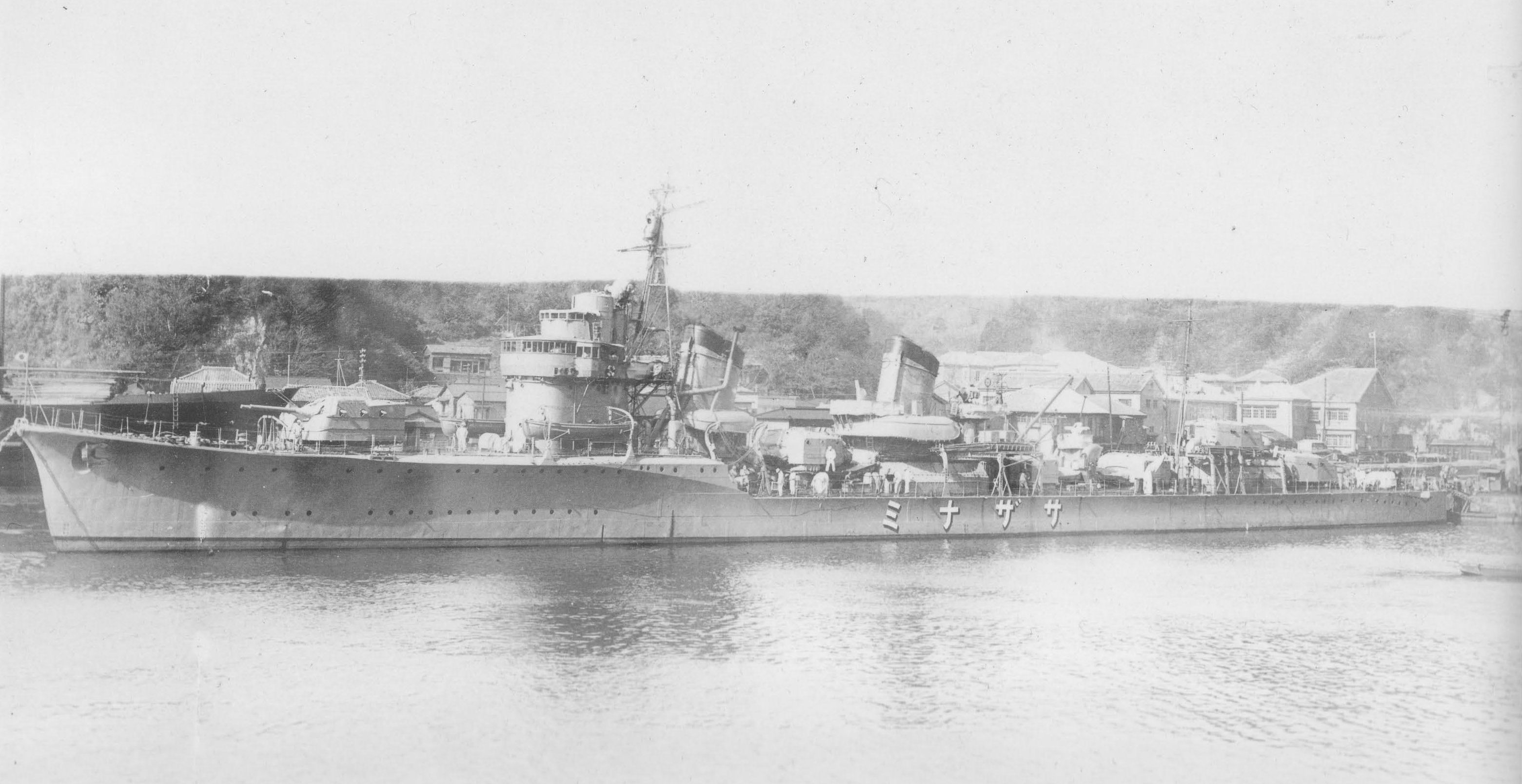
Az 1750 tonnás japán Fubuki osztályú Sazanami romboló. Testvérhajója az Ushio is részt vett a csatában.
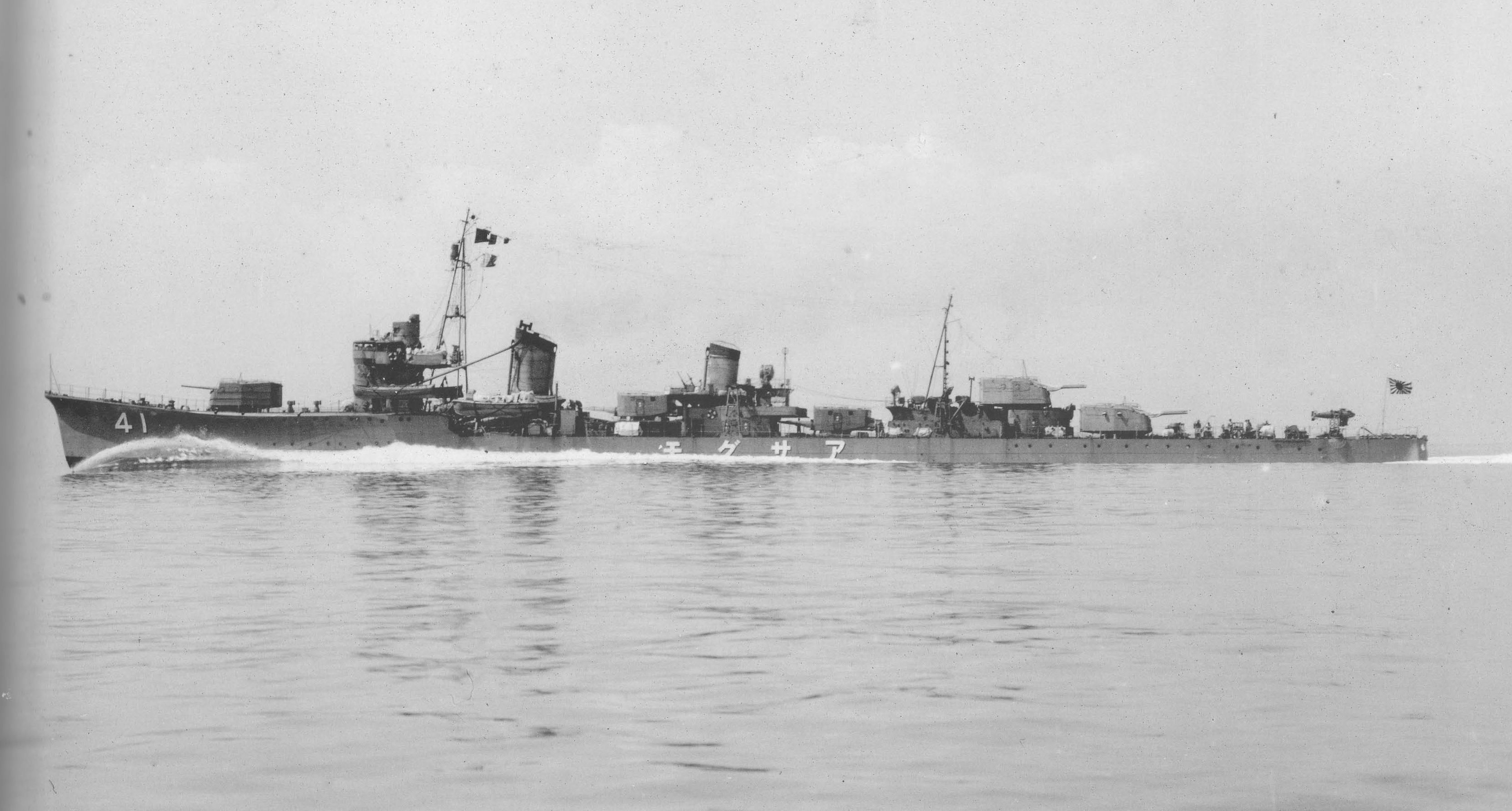
Az 1961 tonnás Asashio osztályból a képen látható Asagumo és a Minegumo tartozott a japán kötelékbe.
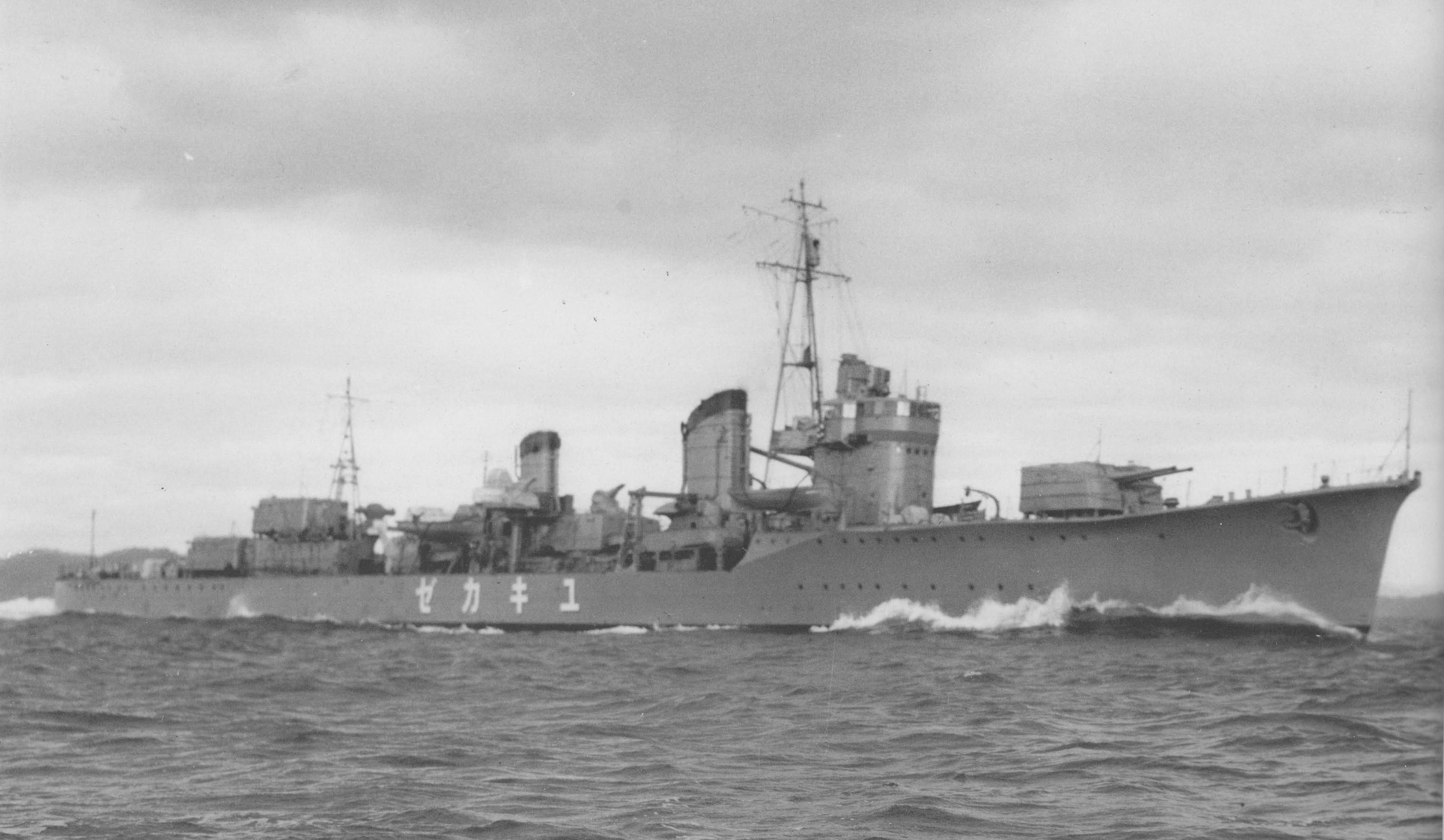
A 2033 tonnás Kagero osztály egységei voltak Japán legerősebb rombolói a II., világháború kitörésekor. A jáva-tengeri csatában közülük a képen látható Yukikaze, a Tokitsukaze, az Amatsukaze és a Hatsukaze küzdött.